# Papp Károly (lelkész)
Csengeri Papp Károly (Kisharta, 1832. október 31. – Budapest, Ferencváros, 1905. január 11.) református lelkész, egyházi szónok, egy ideig a Pesti Theológiai Akadémia tanára.

## Élete
Kishartán született csengeri Papp János és Mózes Zsófia fiaként. Édesapját, aki Dunapatajon főjegyző volt, nyolcéves korában elvesztette, édesanyja hét gyermekkel maradt özvegyen. Tanult Dunapatajon és Halason, ahol a szegénysorú tanulók számára alapított stipendiummal az I-IV. osztályt végezte; a költészeti osztályt Tomori Szabó Sándor dunapataji lelkésztől tanulta. 1850-ben Kecskemétre ment a bölcsészeti osztályba. 1856-ban édesanyja is meghalt; ekkor nevelőnek ment Nógrád vármegyébe, ahol a teológia IV. osztály tantárgyaira készült és Kecskeméten magánvizsgát tett. 1856 őszén külföldre ment, ahol egy tanévet a hallei és utrechti egyetemen töltött. Hazatérve, előbb Nagykőrösön és 1859-től Kecskeméten káplánkodott, azután 1860-tól Halason tanár, 1862-től Pesten káplán és segédtanár volt, míg ugyanott 1863-ban teológiai tanárrá választották. Ezen év őszén házasságra lépett Török Pál püspök leányával, Ilonával. 1864-ben megrongált egészsége miatt az orvosok falusi lakást ajánlván, a loskói gyülekezet megválasztotta lelkészének s azon év őszén állását elfoglalta. 1874-ben szigetszentmiklósi lelkész lett, 1884-től pedig mint a budapesti egyház második lelkésze működik. A dunamelléki református egyházkerületnek tanácsbírája, a magyar protestáns irodalmi társaságnak választmányi tagja. Kortársai szerint a legkiválóbb egyházi szónokok közé tartozott. Halálát hashártyalob okozta.

## Művei

### Folyóiratcikkei
Cikkei a Kecskeméti Prot. Közlönyben (1859. A biblia istentől ihletett, Monod után átdolgozva); a Kecskeméti Prot. Közlönyben (IV. V. 1859-60. A biblia Istentől ihletett, Az evangyéliomi egyház szolgálat); az Egyházi Szemlében (1875. A biblia titkos könyve); a Theologiai Értekezésekben (Bpest, 1875. Jézus élete és a jövő egyháza, Lang H. után ford.); a Debreczeni Prot. Lapban (1883. Nagy István váradi lelkész életrajza); a Prot. Egyh. és Isk. Lapban (1885-88. Nézetek a protestáns irodalmi társaság felől); ezeken kívül több czikke, alkalmi s egyházi beszéde a Különféle Papi Dolgozatokban (Uj Folyam III. Bpest, 1860); a Fördös Papi Dolgozataiban gyászesetekre (Kecskemét 1867. XIII. b. Bánffy Pál emlékezete); az Egyházi Reformban (1871-73) és a Prot. Papban.

### Önállóan megjelent művei
- Egyházi beszéd, melyet az 1874. aug. 24. elhalálozott Polgár Mihály ügyvéd úrnak, a dunamelléki reform. egyházkerület világi főjegyzőjének és ügyvédének emlékére, a dunamelléki ref. egyházkerület részére 1874. nov. 12. megtartott gyászünnepély alkalmával elmondott. Budapest, 1875
- Bibliai történetek az Ó- és Uj-Testamentomból. Vezérkönyvül néptanítók számára. Kecskemét, 1877
- Bibliai történetek az Ó- és Uj Testamentomból, népiskolák számára kézikönyvül. Uo. 1877 (A dunamelléki ref. egyházkerület kiadványa I. 2. jav. kiadás 1880., 3. k. 1884., 4. jav. k. 1885., 5. k. 1889., 6. k. 1894., 7. k. 1900. 8. k. 1901. 9. teljesen átdolg. k. 1902. Uo.)
- Esti harang, vagy újabb keresztyén tanítások protestáns-keresztyén családok számára. Budapest, 1878 (Imakönyv. Ism. Prot. Egyh. és Isk. Lap)
- Keresztyén erkölcstan a református hitfelekezetű népiskolák V. osztálya számára. Uo. 1882 (A dunamelléki ref. egyházkerület kiadványai IV. 2. átdolg. kiadás. Uo. 1894)
- Beiktatási beszédek, melyek Budapesten 1884. ápr. 27. tartattak Szilágyi Benő és Pap Károly lelkészek által. Uo. 1885
- Ünnepi és alkalmi prédikácziók. Uo. 1889 (Ism. Prot. Egyh. és Isk. Lap)
- A vándor útja Istenhez. Imádságok keresztyén családok számára. Uo. 1892 (Ism. Prot. Közlöny 1893. 37. sz.)
- Az életről és a halálról a természeti és lelki világban (Drummond H. után ford.). Uo. 1893
- Keresztelési és esketési beszédek (Függelékül: eskü, imádságok, megáldások, úri imádságok). Palmer «Casual Reden» nyomán. Uo. 1902

Szerkesztette K. Tóth Kálmánnal: Kalászok életnek kenyeréhez című alkalmi beszédek két évfolyamát (Pest, 1893-94, ebben tőle öt beszéd).